# Justicia parguazensis
Espèce
Classification APG III (2009)
Justicia parguazensis est une espèce de plantes à fleurs de la famille des Acanthaceae. C'est un arbuste endémique de la région des Llanos au Venezuela.